# 大川寺遊園
大川寺遊園（だいせんじゆうえん）は、富山県上新川郡大山町（現・富山市）にかつて存在した遊園地である。大川寺遊園株式会社が経営していた。
魚津市のミラージュランドと共に、綾辻行人原作のホラーアニメ、「Another」0話（OVA）『The Other -因果-』に登場する遊園地のモデルとされている（ジェットコースターと入場ゲートが該当）。

## 概要
富山県上新川郡大山町上滝（現・富山市上滝）の常願寺川の河岸段丘上にあった。
戦前に開設された上滝公園を前身として、1958年（昭和33年）の第13回国民体育大会を契機に遊園地化が進められ、1961年（昭和36年）からは富山地方鉄道と上新川郡大山町が出資する大川寺遊園株式会社が経営した。観覧車やジェットコースターを備え、富山県内有数の遊戯施設として知られていたが、経営の悪化により1996年（平成8年）度をもって閉園し、会社も解散した。

## 歴史

### 富山県電気局の発足と富山県営鉄道の開通

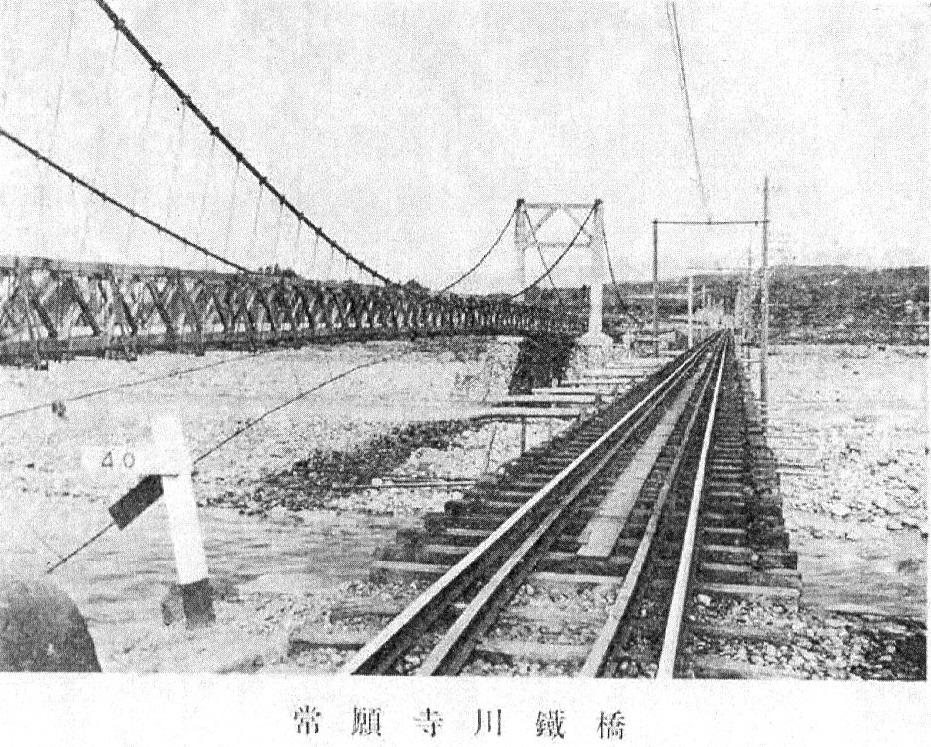
富山県営鉄道の常願寺川鉄橋（1934年（昭和9年））

1920年（大正9年）6月18日、富山県においては内務・大蔵両大臣より県営電気事業のための常願寺川水利権を取得して、富山県電気局を発足し、県営発電事業およびこれに附帯する事業を執り行う機構を整備した。この県営電力事業は、同年2月21日に積年の課題であった治水対策の一環として、且つ貧困な県財政を電力事業によって潤し、以て県内産業を育成しようという目途をもって県会において可決されたもので、これを行うにあたって必要な資材を運搬することを主目的として、また立山への観光客誘致を副次的な目的として、南富山 - 藤橋間における鉄道敷設が計画された。鉄道敷設を行うための免許状は、同年7月6日に鉄道省より富山県へ下付され、まず南富山 - 千垣間を第一期線として同年11月に着工、1921年（大正10年）4月25日に南富山駅 - 上滝駅間が開業し、1923年（大正12年）4月20日の横江駅 - 千垣駅間開業により富山県営鉄道の全線が開通した。

### 上滝スキー場の開設

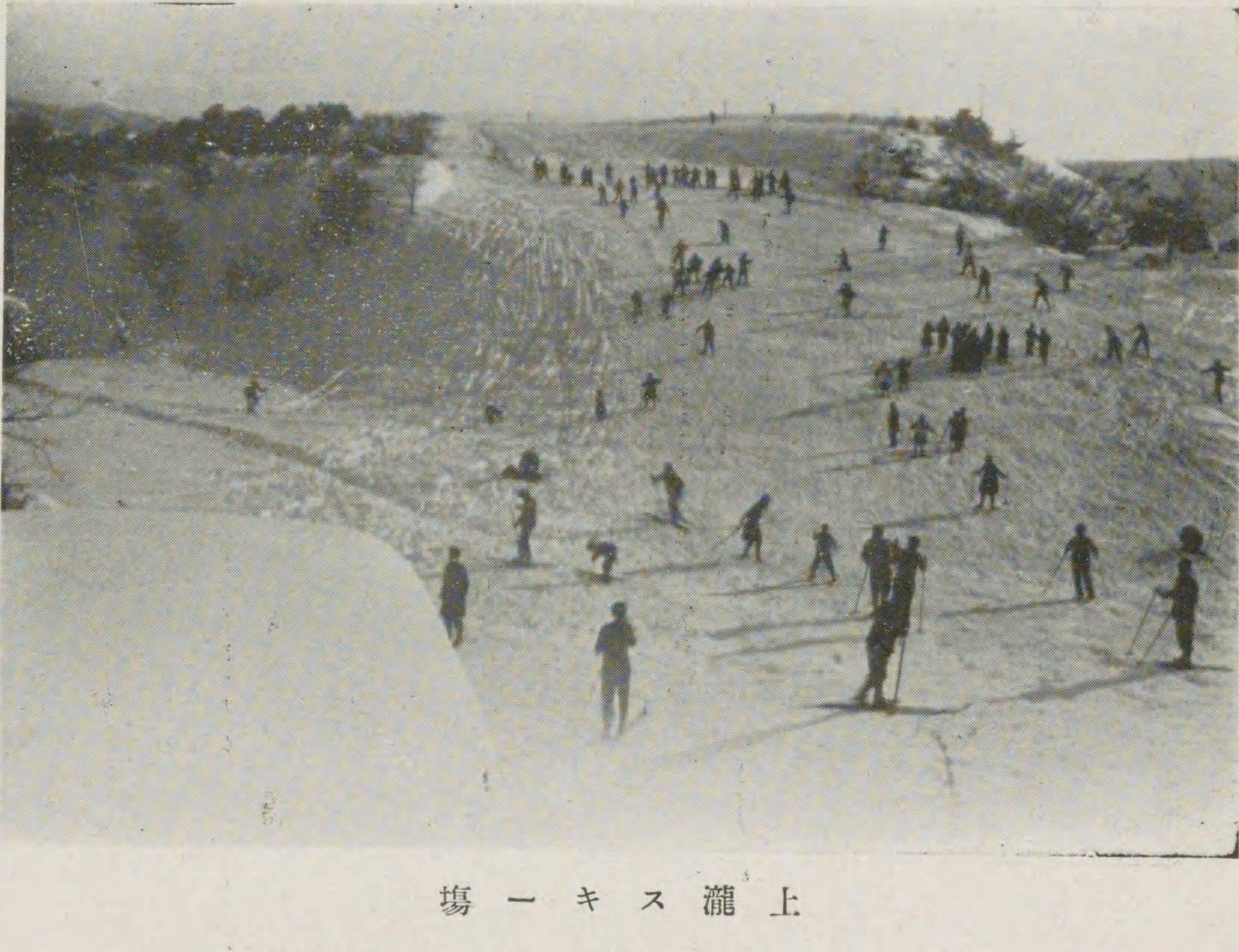
上滝スキー場（1936年（昭和11年））

この富山県営鉄道の開通により町内に上滝駅の開設をみた上新川郡上滝町においては、観光による地域振興を計画し、1922年（大正11年）頃に上滝不動尊の保護工事を行い、また同町の大川寺山にスキー場を整備した。観光開発による旅客運賃収入を狙った富山県はかねてより上滝町や附近町村にスキーを奨励しており、上滝におけるスキー場整備もこうした県の意向を背景としたものであった。このスキー場は1923年（大正12年）2月18日に第3回富山県スキー大会の会場として用いられ、これ以降富山市より至近のスキー場として利用者数が増加し、様々な催し物が開かれるようになった。

### 上滝公園の開設と発展

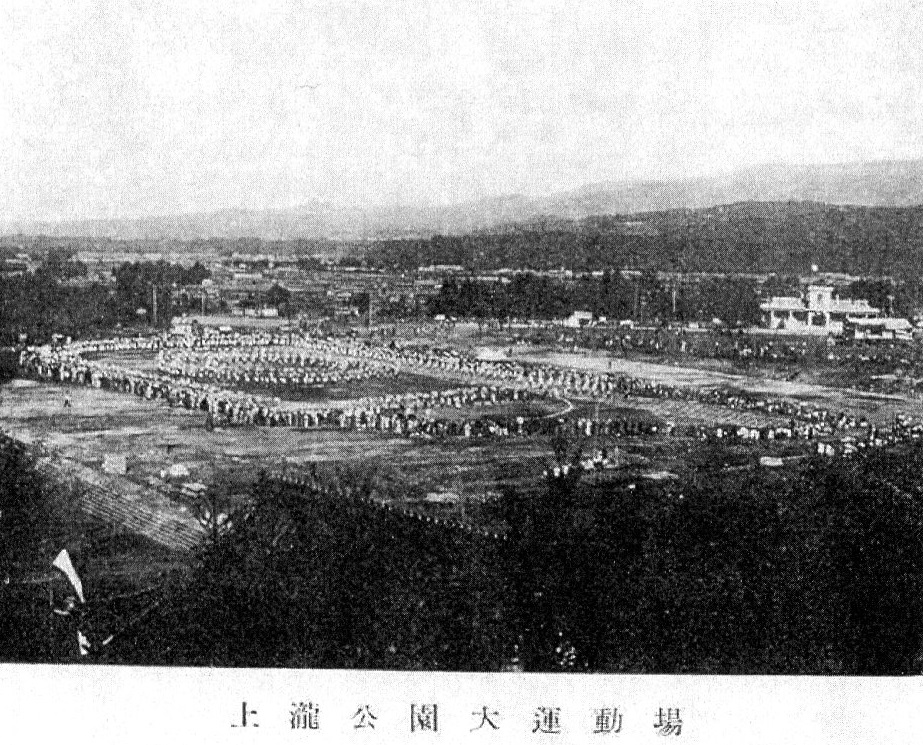
上滝公園大運動場（1934年（昭和9年））

更に1927年（昭和2年）6月10日に富山県営鉄道が電化されると、上滝町は観光地化に更なる意慾を示すようになり、同年12月に周辺の地主であった曹洞宗大川寺との間に一帯の公園化について会合が行われ、結果として町は大川寺より大規模な土地の無償提供を受けた。この公園化計画には富山県としても大いに期待を寄せるところとなり、1928年（昭和3年）4月10日に富山県電気局は上滝町との間に公園に要する用地一万坪に係る借地の覚書を手交した。こうして公園化工事はまず道路整備から県の指導を仰ぎつつ進められ、最寄り駅である上滝公園下駅も1929年（昭和4年）6月10日に開業した。この間にも公園内に吉野桜と紅葉数百本が植樹されている。1931年（昭和6年）10月に展望と休憩を兼ねた鉄筋コンクリート造2階建ての「大観台」が完成し、1933年（昭和8年）10月4日には野球場兼陸上競技場が竣工するなど整備は進み、1936年（昭和11年）頃からは北陸地方初のゴルフ場の供用が開始された。このゴルフ場はゴルフ好きであった齋藤樹富山県知事や日本海電気社長の山田昌作が直々に踏査して、上滝公園を選定し整備されたもので、9ホールを有し、芝の手入れのために米国製の芝刈機が輸入された。1940年（昭和15年）には東京高等造園学校の学生を招いて純日本式庭園が整備された。

### 戦時下の荒廃から国民体育大会を契機として再整備

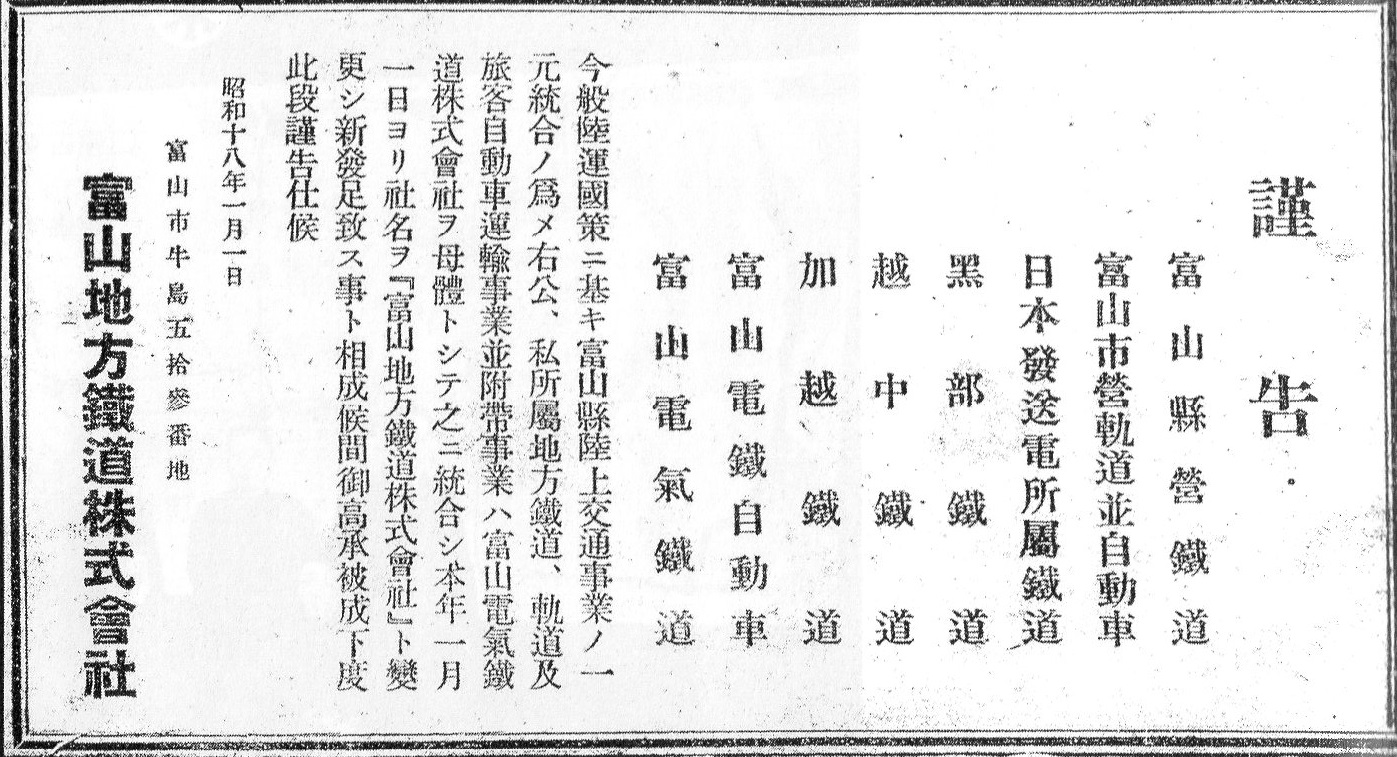
富山地方鉄道の発足公告

こうして公園整備事業は完了したのであるが、1941年（昭和16年）12月の太平洋戦争（大東亜戦争）の勃発以降、食糧事情の悪化によって公園内の芝生は掘り起こされて菜園と化し、徐々に園内は荒廃していった。1943年（昭和18年）1月1日の交通統合と共に誕生した富山地方鉄道は、富山県より上滝公園の管理も引き継いだが、戦局の悪化に伴い公園内のスキー場には防空監視哨が置かれるなど、戦時下においては公園内の整備はままならなかった。やがて終戦を迎えると、1948年（昭和23年）頃より公園内の修復作業が徐々に進められ、園内の菜園も解消されるなど旧態に復していった。加えて1958年（昭和33年）の第13回国民体育大会馬術会場として上滝公園が指定されると共に公園復旧計画は本格化し、富山地方鉄道と大山町の両者が運営資金を支出して大川寺公園管理委員会が設置され、上滝公園は大川寺公園として遊園地へと整備されることとなった。この遊園地化事業は1958年（昭和33年）7月16日より着工され、工費1200万円を以て子供電車や豆自動車等の遊具を整備し、同年9月6日より大川寺公園として開園した。開園当時は日本海側最大の遊園地として、人々に喜ばれたという。この大川寺公園の開園に合わせ、1959年（昭和34年）1月1日に上滝公園下駅も大川寺公園駅と駅名を変更した。なお遊園地化事業の契機となった第13回国民大会馬術競技は、同年10月19日より10月21日より開催され、期間中の10月20日には昭和天皇及び香淳皇后が同園に行幸し競技の様子を天覧した。

### 大川寺遊園株式会社の設立と遊具の増設

1966年（昭和41年）度の開園を控えた大川寺遊園の様子を報ずる新聞記事

この遊園地化事業を担ってきた大川寺公園管理委員会は、1961年（昭和36年）3月23日の大川寺遊園株式会社の設立と共に解消された。この会社は富山地方鉄道が1200万円、大山町が800万円を出資して設立された第三セクターであって、この新会社設立と共に飛行塔や回転木馬等の遊具の増設が進められた。1965年（昭和40年）5月20日からは増収策として入場有料制が導入されている。年々増設された遊具において就中人気を博したのは、1970年（昭和45年）に設置されたジェットコースターと1980年（昭和55年）に設置されたスパイラルコースターであった。こうして大川寺遊園は開園以来入場者数を増加させ続け、1980年（昭和55年）には年間35万人の来場者数を記録した。

### 入場者数の減少による閉園
しかし、1982年（昭和57年）4月にミラージュランド、1983年（昭和58年）7月に県民公園太閤山ランド、1984年（昭和59年）4月に富山市ファミリーパークが開園するなど、県内各所において大型娯楽施設が開業したことに加え、東京ディズニーランド等の県外大型テーマパークへの志向の高まりと共に、大川寺遊園の入場者数は徐々に減少していった。1992年（平成4年）に1億8千万円を投じて導入したファンタジーコースターも入場者の減少に歯止めをかけることはできず、1995年（平成7年）度の入場者数は約8万4千人にまで落ち込んだ。大川寺遊園の累積赤字は3億6千万円にまで膨れ上がり、1996年（平成8年）2月9日の富山地方鉄道の取締役会においてこの経営上の問題が提起され、同園の存廃問題は一挙に表面化することとなった。今後も入場者数の増加は見込めず、遊具等の老朽化に伴う修繕費が増加している状況に鑑み、富山地方鉄道はこれ以上大川寺遊園の経営を継続することは困難であると決断し、1996年（平成8年）5月31日に大山町へ同園の経営からの撤退を申し入れた。大山町は大川寺遊園の活用策を模索したものの、結局町単独において経営を行うことは難しいとの判断から1997年（平成9年）2月26日に、1996年（平成8年）度内における閉園を決断した。こうして1997年（平成9年）3月31日をもって大川寺遊園株式会社は解散し、大川寺遊園は閉園したのだった。
大川寺遊園の閉園後、1998年末までに大型遊具の撤去は完了していたが、小型遊具と建築物は残ったままになっていた。その後遊具は撤去され、1999年より開園以前の状態に戻す更地工事が実施された。その後再び公園として整備しようという声もあったが、大川寺遊園のあった土地を所有している曹洞宗大川寺においては信仰の場として静かな環境を守りたいという考えから積極的な整備を行っていない。かつて賑わった旧上滝町の人口も2015年時点で1万人を割り込もうとしている。

### 年表
- 1920年（大正9年）
  - 6月18日 - 富山県電気局が発足する[6]。
  - 4月26日 - 富山県が南富山 - 藤橋間の鉄道敷設免許下付を鉄道省に申請する[7]。
  - 7月6日 - 鉄道省が富山県へ鉄道敷設免許を下付する[9]。
- 1921年（大正10年）
  - 4月25日 - 富山県営鉄道南富山駅 - 上滝駅間が開業する[10]。
  - 8月20日 - 富山県営鉄道上滝駅 - 岩峅寺駅間が開業する[10]。
  - 10月11日 - 富山県営鉄道岩峅寺駅 - 横江駅間が開業する[10]。
- 1922年（大正11年） - このころ上滝町が大川寺山にスキー場を整備する[11]。
- 1923年（大正12年）
  - 2月18日 - 上滝スキー場において第3回富山県スキー大会が開催される[12]。
  - 4月20日 - 富山県営鉄道横江駅 - 千垣駅間が開業する[10]。

- 1927年（昭和2年）

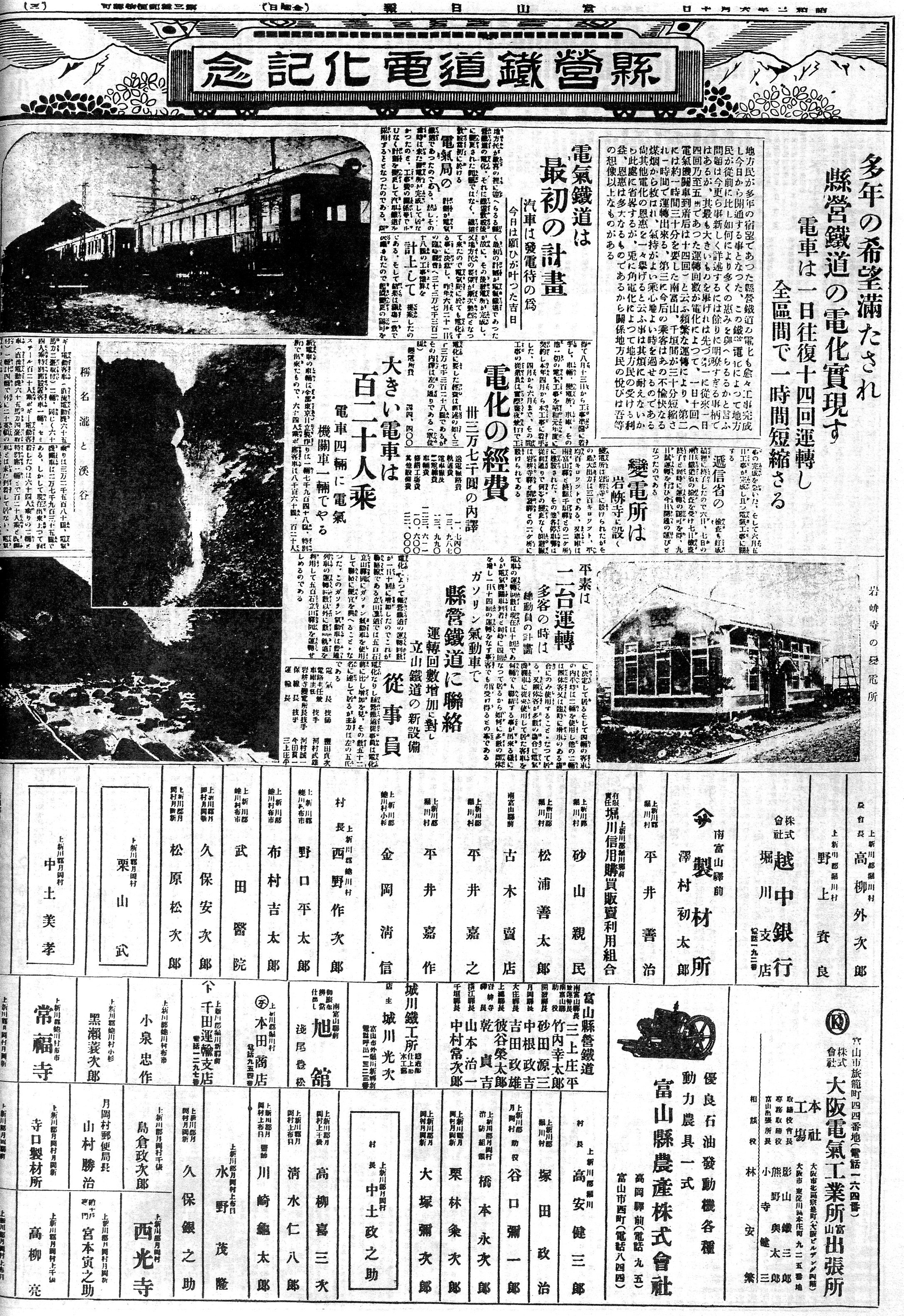
富山県営鉄道線の電化開業を報道する新聞記事

  - 6月10日 - 富山県営鉄道全線の電化が完了する[13]。
  - 12月 - 曹洞宗大川寺が公園用地を上滝町に提供する[14]。
- 1928年（昭和3年）4月10日 - 富山県電気局が上滝町と公園用地に係る覚書を手交する[14][3]。
- 1929年（昭和4年）6月10日 - 上滝公園下駅が開業する[16]。

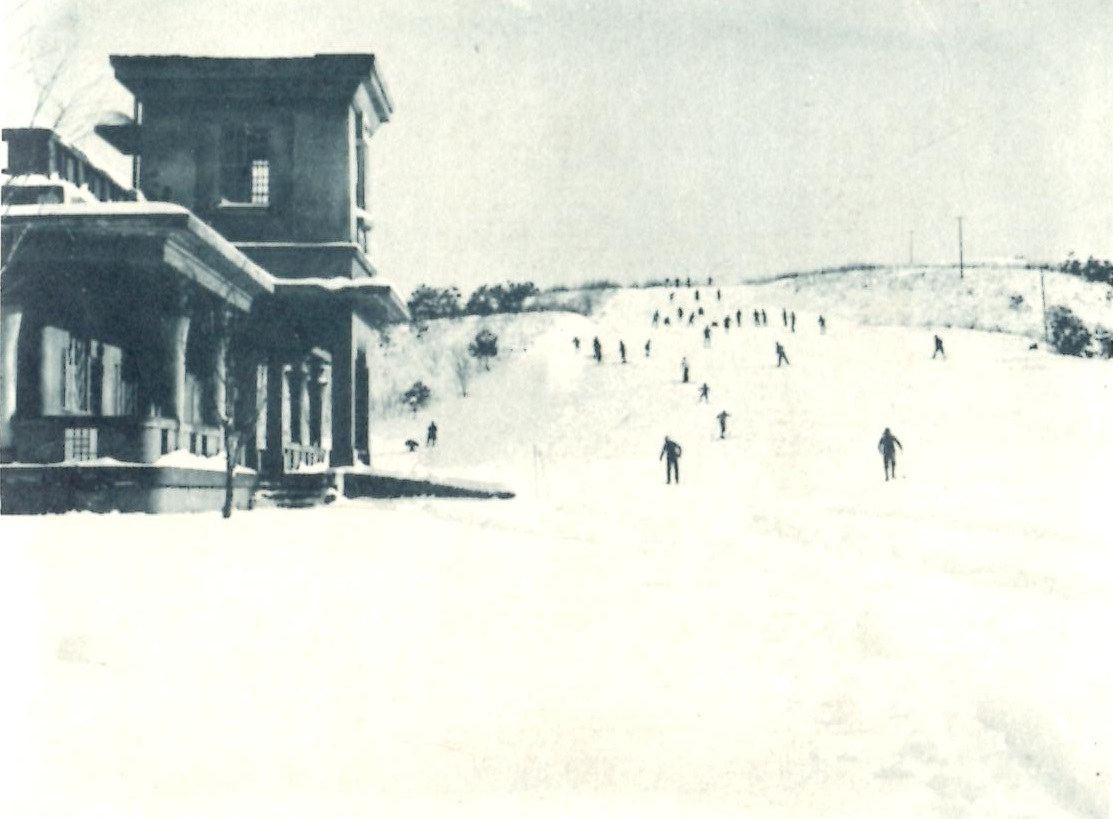
「大観台」とスキーをする人々（1932年（昭和7年））

- 1931年（昭和6年）10月 - 「大観台」が竣工する[18]。
- 1933年（昭和8年）10月4日 - 野球場兼陸上競技場が竣工する[18]。
- 1934年（昭和9年）
  - 2月4日 - 富山県下初のスキー祭を上滝公園にて行う[41]。
  - 5月24日 - 富山県電気局が常願寺川水系6発電所の竣工式を上滝公園にて挙行する[42]。
- 1936年（昭和11年） - このころゴルフ場の供用が開始される[18]。
- 1939年（昭和14年）2月26日 - 国民精神総動員運動の一環として全国スキー皆行進が行われ、当公園もその開催地の一つとなる[41]。
- 1940年（昭和15年） - 純日本式庭園が完成する[19]。
- 1943年（昭和18年）1月1日 - 富山県営鉄道を含む県内交通機関の統合により富山地方鉄道が発足し、上滝公園の管理を受け継ぐ[43]。
- 1955年（昭和30年）1月1日 - 上新川郡上滝町と同郡大山村、福沢村、大庄村が合併し、大山町となる[44]。
- 1958年（昭和33年）
  - 7月16日 - 大川寺公園造成起工式を挙行する[45]。
  - 9月6日 - 営業を開始する[45]。
  - 10月24日 - 園内において開催された第13回国民大会馬術競技を昭和天皇及び香淳皇后が天覧・台覧する[22]。
- 1959年（昭和34年）1月1日 - 上滝公園下駅を大川寺公園駅と改称する[16]。
- 1961年（昭和36年）3月23日 - 大川寺遊園株式会社を設立する[46]。
- 1962年（昭和37年）8月27日 - ボート池の完成式を挙行する[47]。
- 1965年（昭和40年）5月20日 - 入場有料制を導入する[48]。
- 1966年（昭和41年）6月 - 釣り堀を造成する[49]。
- 1967年（昭和42年）
  - 4月 - 足踏みボートを導入する[50]。
  - 10月1日 - 大川寺公園駅を大川寺遊園駅と改称する[16]。
- 1968年（昭和43年）8月 - 観覧車が完成する[51]。
- 1970年（昭和45年）4月18日 - ジェットコースターを設置する[52]。
- 1971年（昭和46年）4月28日 - フラワーカップが完成する[53]。
- 1975年（昭和50年）4月20日 - ジェットボートが完成する[54]。
- 1976年（昭和51年）4月10日 - ショッキングカーが完成する[54]。
- 1980年（昭和55年）4月28日 - スパイラルコースターが完成する[55]。
- 1992年（平成4年） - ファンタジーコースターを導入する[33]。
- 1997年（平成9年）
  - 2月26日 - 大川寺遊園の閉園が決定する[25]。
  - 3月31日 - 閉園、大川寺遊園株式会社が解散する[56]。
  - 4月1日 - 大川寺遊園駅を大川寺駅と改称する[16]。

## 交通
- 富山地方鉄道上滝線大川寺駅